# Саратський сільський округ
Сара́тський сільський округ (каз. Сарат ауылдық округі, рос. Саратский сельский округ) — адміністративна одиниця у складі Айтекебійського району Актюбінської області Казахстану. Адміністративний центр — село Сарат.
Населення — 433 особи (2021; 781 у 2009, 1169 у 1999, 1391 у 1989).

## Історія
Станом на 1989 рік існувала Саратська сільська рада (села Кириккудук, Сарат) Комсомольського району. Село Бестас було ліквідовано згідно з рішенням Актюбінського обласного масліхату від 18 червня 2008 року № 212 та постановою Актюбінського обласного акімату від 18 червня 2008 року № 94. 2015 року ліквідовано село Кириккудик.

## Склад
До складу округу входять такі населені пункти:
| Населений пункт    | Колишні назви | Населення, осіб (1989) | Населення, осіб (1999) | Населення, осіб (2009) | Населення, осіб (2021) |
| ------------------ | ------------- | ---------------------- | ---------------------- | ---------------------- | ---------------------- |
| Бестас, село       | -             | -                      | 0                      | -                      | -                      |
| Сарат, село        | -             | 1166                   | 1029                   | 711                    | 433                    |
| --Кириккудук, село | -             | 225                    | 140                    | 70                     | -                      |